# Seddon Atkinson
Seddon Atkinson – dawne brytyjskie przedsiębiorstwo branży motoryzacyjnej zajmujące się produkcją samochodów ciężarowych, z siedzibą w Oldham, w hrabstwie Wielki Manchester, w Anglii, a obecnie marka należąca do Iveco, pod którą sprzedawane są samochody specjalistyczne (m.in. śmieciarki i pojazdy budowlane).
Seddon Atkinson powstał w 1970 roku, w wyniku przejęcia przedsiębiorstwa Atkinson Vehicles Ltd. przez Seddon Diesel Vehicles Ltd. W 1974 roku Seddon Atkinson został wykupiony przez International Harvester, następnie został częścią grupy ENASA, a od 1990 roku należy do Iveco.